# Njörður Ludvigsson
Njörður Ludvigsson (* 7. August 1976) ist ein isländischer Badmintonspieler.

## Karriere
Njörður Ludvigsson wurde 1993 und 1994 nationaler Juniorenmeister in Island, wobei er in beiden Jahren jeweils alle drei möglichen Titel gewinnen konnte. 2001 nahm er an den Badminton-Weltmeisterschaften teil. Bei den Iceland International stand er in den Jahren 1995, 1997, 1998, 2000, 2001 und 2002 auf dem Siegerpodest.

## Sportliche Erfolge
| Saison | Veranstaltung                              | Disziplin    | Platz | Name                                       |
| ------ | ------------------------------------------ | ------------ | ----- | ------------------------------------------ |
| 1993   | Island: Einzelmeisterschaften der Junioren | Mixed        | 1     | Njörður Ludvigsson / Adalheidur Palsdottir |
| 1993   | Island: Einzelmeisterschaften der Junioren | Herreneinzel | 1     | Njordur Ludvigsson                         |
| 1993   | Island: Einzelmeisterschaften der Junioren | Herrendoppel | 1     | Njörður Ludvigsson / Tryggvi Nielsen       |
| 1994   | Island: Einzelmeisterschaften der Junioren | Mixed        | 1     | Njörður Ludvigsson / Vigdis Asgeirsdottir  |
| 1994   | Island: Einzelmeisterschaften der Junioren | Herreneinzel | 1     | Njörður Ludvigsson                         |
| 1994   | Island: Einzelmeisterschaften der Junioren | Herrendoppel | 1     | Njörður Ludvigsson / Hjalti Hardarsson     |
| 2001   | Weltmeisterschaft                          | Herrendoppel | 33    | Helgi Johannesson / Njörður Ludvigsson     |